# Riluzol
Riluzol (zaščiteno ime Rilutek) je zdravilo za zdravljenje amiotrofične lateralne skleroze (ALS), ki je oblika bolezni motoričnega nevrona, ki napade živčne celice, odgovorne za pošiljanje navodil mišicam, s čimer povzroči šibkost in uničevanje mišic ter ohromelost (paralizo).  Uporablja se za podaljšanje bolnikovega življenja ter podaljšanje časa do potrebe po mehanskem dihanju.

## Mehanizem delovanja
Riluzol je nevroprotektivno in ne le simptomatsko zdravilo, ki zavira sproščanje glutamata in blokira njegove postsinaptične učinke. Glutamat naj bi prek tako imenovanega mehanizma ekscitotoksičnosti prispeval k degeneraciji motoričnih živčnih celic. Glutamat je sicer pomemben živčni prenašalec (nevrotransmitor) v osrednjem živčevju, njegovo kopičenje v sinapsi pa sproži prekomerno aktivacijo ekscitatornih aminokislinskih receptorjev na postsinaptični membrani s poznejšo nevronsko smrtjo, kar je tudi domnevna patogeneza ALS.

## Odmerjanje in uporaba
Odmerek za odrasle in starostnike je 100 mg na dan (50 mg vsakih 12 ur). Jemanje riluzola ni priporočeno za otroke ali bolnike z boleznimi ledvic ali jeter.

## Učinkovitost
V raziskavah je riluzol podaljšal preživetje za nekaj mesecev; učinkovitejši je pri bolnikih z bulbarnimi simptomi ASL (težave pri požiranju, govoru ...), ne vpliva pa na hitrost slabšanja gibalnih in dihalnih funkcij, na fascikulacije in mišično moč.

## Neželeni učinki
Najpogostejši neželeni učinki riluzola (pri več kot 1 bolniku od 10) so slabost, šibkost in povišana raven jetrnih encimov.